# Franz Deininger
Franz Deininger (* 6. Oktober 1878 in München; † 22. September 1926 ebenda) war ein deutscher Architekt.

## Werk

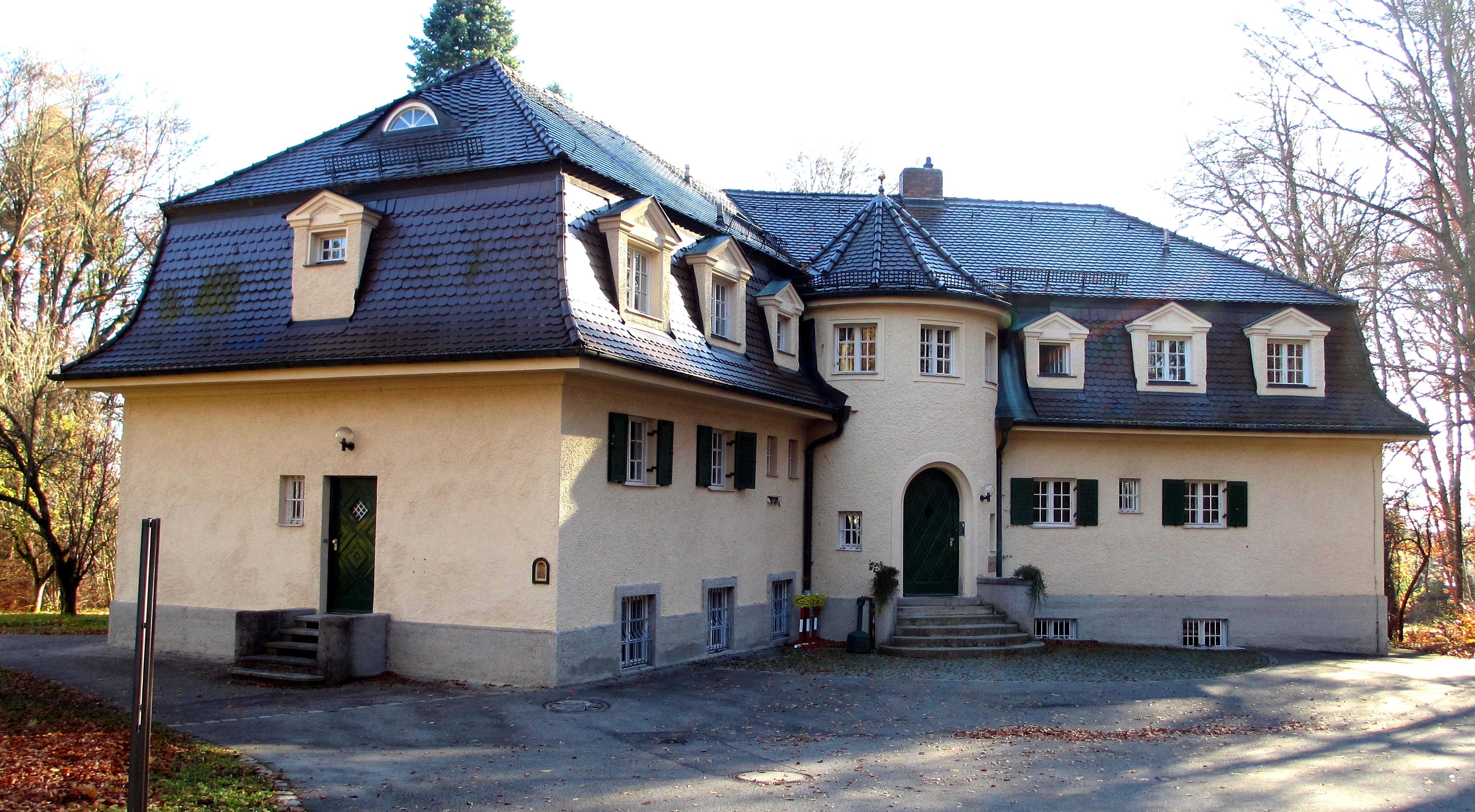
Wernbergschlösschen

Im Jahr 1922 erbaute Franz Deininger das neubarocke Wernbergschlösschen in Starnberg für Erzherzogin Franziska von Österreich. Das Gebäude besteht aus drei anderthalbgeschossigen Mansarddach-Flügeln, die sternförmig um eine zentrale Halle angeordnet sind. Heute ist in dem unter Denkmalschutz stehenden Gebäude an der Josef-Sigl-Straße die Bayerische Beamtenfachhochschule untergebracht.

### Bauten und Entwürfe
- 1907–1909: Wohnhaus Königinstraße 17 in München
- 1909–1911: Erweiterung des Franziskanerklosters St. Anna in München
- 1910–1911: Mehrfamilienhaus Schweigerstraße 10 in München
- 1911: Mehrfamilienhäuser Leopoldstraße 133/135/135a in München
- 1911: Mehrfamilienhäuser Prinzregentenstraße 64/66/68 in München
- 1911: Mehrfamilienhaus Tristanstraße 4 in München
- 1911–1912: Mehrfamilienhaus Siegfriedstraße 6 in München
- 1911–1912: Mehrfamilienhäuser Thalkirchner Straße 137/139 in München
- 1912: Mehrfamilienhaus Haimhauserstraße 4 in München
- 1912: Mehrfamilienhäuser Widenmayerstraße 29/31 in München
- 1913: Mehrfamilienhäuser Innere Wiener Straße 22/24/26 in München
- 1913: Mehrfamilienhaus Moltkestraße 9 in München
- 1913–1914: Mehrfamilienhaus Orlandostraße 3 in München
- 1914: Mehrfamilienhaus Destouchesstraße 14 in München
- 1914: Mehrfamilienhaus Heimeranstraße 2 in München
- 1914: Mehrfamilienhaus Kazmairstraße 21 in München
- 1914: Mehrfamilienhaus Viktoriastraße 24 in München
- 1921–1922: Mehrfamilienhäuser Herzogstraße 16/18 in München
- 1921–1922: Mehrfamilienhäuser Lothstraße 30/32 in München
- 1922: Wernbergschlösschen in Starnberg
- 1924–1926: Mehrfamilienhäuser Implerstraße 58/60 in München
- 1926: Mehrfamilienhaus Heimeranstraße 6 in München
- 1926: Mehrfamilienhaus Liebigstraße 43 in München
- 1926–1928: Wohnhäuser an der Rossinistraße in München